# Storgrund (vid Åminne, Malax)
Storgrund är en ö i Finland.   Den ligger i den ekonomiska regionen  Vasa  och landskapet Österbotten, i den sydvästra delen av landet, 400 km nordväst om huvudstaden Helsingfors.
Terrängen på Storgrund är varierad.  I omgivningarna runt Storgrund växer i huvudsak blandskog.